# Grimègia

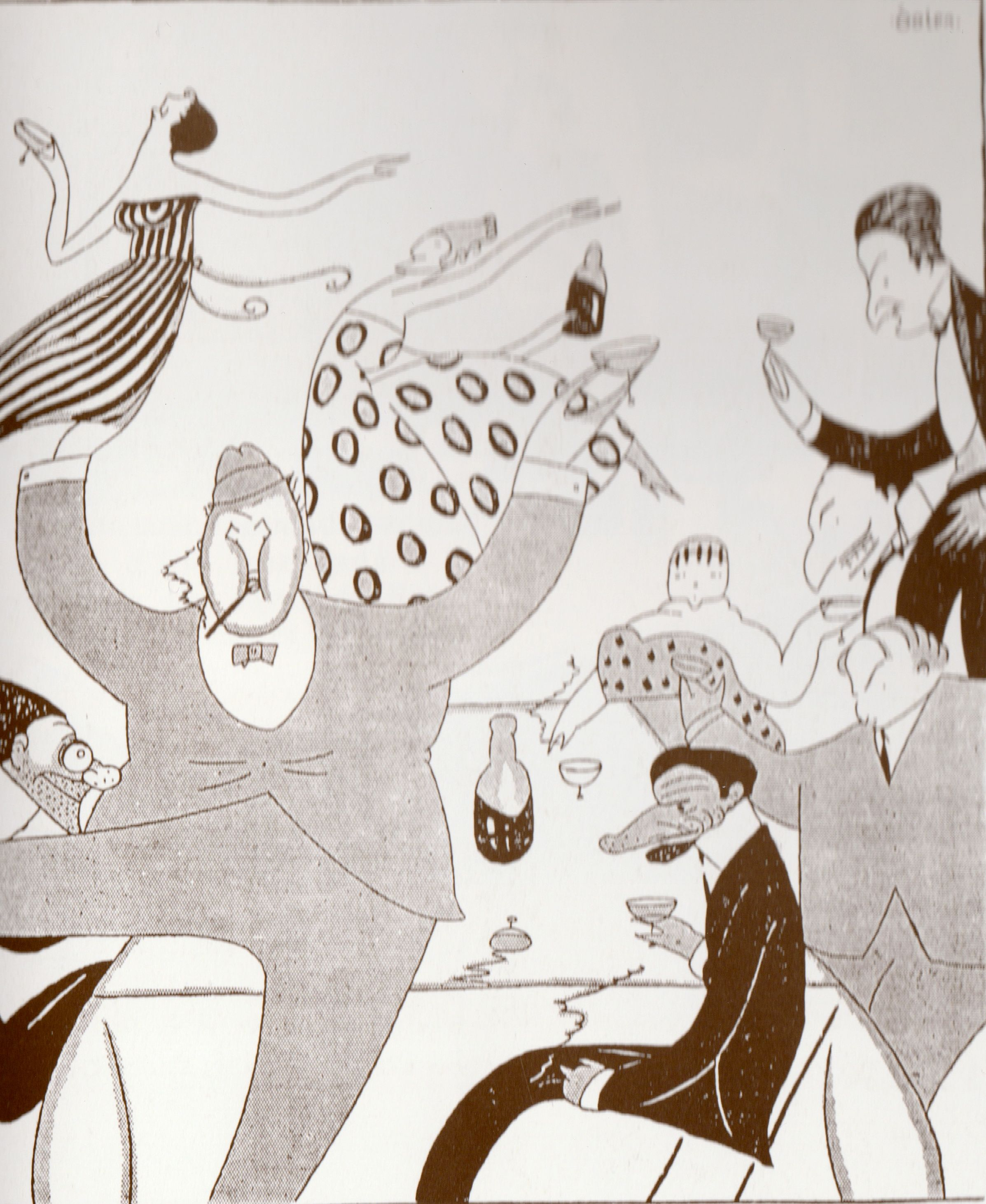
Caricatura de les festes de la bona societat reusenca. Grimègia 11-III-1917

Grimègia: periòdic de broma amb ninots va ser una publicació satírica que sortí a Reus el 1917.

## Història
Grimègia es presenta definint el seu nom: "Grimègia és tot un símbol: paraula importada procedent del baix italià Grimeggia (barrila), i del francès Grimace (ganya reusenca), significa broma, però de bon gènere. Feta amb pocs quartos i sense que acabi mai amb pinyes".
Per als redactors, a Reus es podien constatar tot de ridiculeses i defectes socials, contra els quals "preparem les ires de les nostres planes". Les seves crítiques aniran dirigides a les classes més benestants locals: "l'encarcarament i tivantor de certa gent d'upa, l'afany de grandesa d'altres, el menspreu sistemàtic dels menestrals per part de certa gent, que de menestrals vingueren a ésser mitg senyors, l'afany de luxe sense solta, la murmuració femenina sense gràcia […] tot això son llagues socials que a poc a poc anirem ridiculitzant".
D'aquest setmanari cal destacar-ne les il·lustracions, d'excel·lent factura, signades per "Ramuncho" i "Soler", que són Ramon Vidiella i Antoni Soler. Encara que no sovintejaven a Grimègia les sàtires polítiques, bona part dels seus atacs tindran un rerefons social, dirigits contra l'estament burgès de la ciutat i particularment contra els membres de la societat "El Círcol". Va publicar també articles anticlericals, d'acord amb el tradicional anticlericalisme reusenc. En aquesta línia, es va publicar o es va voler publicar un setmanari satíric amb el nom de La Bíblia, clara mostra d'irreverència religiosa i que mostra la vigència ideològica de l'anticlericalisme.

## Aspectes tècnics
Era setmanal, tenia format foli i 16 pàgines i es feia a la Impremta de J. Vila Sugrañes. En van sortir tres números, del 16 de febrer a l'11 de març de 1917. Donada la curta durada de la revista i el moment en què va sortir, es pot considerar com una revista de carnaval, igual que Clic-clac i L'Esquellot.

## Localització
- Biblioteca Central Xavier Amorós.[3]
- Biblioteca del Centre de Lectura de Reus i Biblioteca de Catalunya.[4]